# Beijing Guoan Football Club
Beijing Guoan Football Club (em chinês: 北京国安足球俱乐部代表队) é um clube de futebol de Pequim na China, fundado como time amador em 1951 e se tornou profissional em 31 de dezembro de 1992, seu principal rival é o Shanghai Shenhua e juntos formam o Derby da China (isto é: o mais famoso duelo entre os clubes chineses de futebol).
Campeão chinês em 2009, o Beijing Guoan passou por anos de frustração e campanhas decepcionantes na elite do futebol chinês. Na temporada 2018, a principal equipe de Pequim voltou a disputar o título da Super Liga da China com um futebol ultra ofensivo e dominante.

## Principais Títulos
- Chinese Super League: 2009
- Jia A League (que originou a Chinese Super League): 1995 (2º colocado)
- Chinese FA Cup: 1985, 1996, 1997, 2003, 2018
- Supercopa da China: 1997, 2003

## Elenco atual
Última atualização: 12 de janeiro de 2020.
Legenda
- : Capitão
- : Jogador lesionado/contundido
- : Jogador suspenso

|}

## Notáveis treinadores
- 1994 - Tang Pengju 唐鹏举
- 1995 - 1997 Jin Zhiyang 金志扬
- 1998 - 1999 Shen Xiangfu 沈祥福
- 2000 - Milovan Djoric
- 2000 - 2001 Wei Kexing 魏克兴
- 2002 - Ljupko Petrovic
- 2003 - José Carlos de Oliveira
- 2003 - Ljupko Petrovic
- 2003 - 2004 Wei Kexing 魏克兴
- 2004 - Yang Zuwu 杨祖武
- 2005 - 2006 Shen Xiangfu 沈祥福
- 2007 - 2009 Lee Jang-Soo 李章洙
- 2009 - Hong Yuanshuo 洪元硕
- 2011 - 2012 Jaime Pacheco
- 2012 - 2013 Aleksandar Stanojević
- 2016 - Alberto Zaccheroni

## Clubes afiliados
- Real Madrid[carece de fontes?]
- AFC Ajax[carece de fontes?]
- Fluminense Football Club[carece de fontes?]

## Uniformes

### Uniformes dos jogadores
- Primeiro uniforme : Camisa verde, calção e meias verdes;
- Segundo uniforme : Camisa branca, calção e meias brancas.

| Primeiro | Segundo |

### Uniformes anteriores
- 2018

| Primeiro | Segundo |

- 2017

| Primeiro | Segundo |

- 2016

| Primeiro | Segundo |

- 2015

| Primeiro | Segundo |

- 2014

| Primeiro | Segundo |

- 2013

| Primeiro | Segundo |  |

## Fórmula Superliga
| Ano  | Piloto(s)    | 1-1   | 1-2   | 2-1   | 2-2   | 3-1     | 3-2   | 4-1   | 4-2   | 5-1   | 5-2   | 6-1   | 6-2   | Pts | Pos |
| ---- | ------------ | ----- | ----- | ----- | ----- | ------- | ----- | ----- | ----- | ----- | ----- | ----- | ----- | --- | --- |
| 2008 | Davide Rigon | GBR 1 | GBR 6 | GER 5 | GER 3 | BEL Ret | BEL 1 | PRT 5 | PRT 5 | ITA 1 | ITA 5 | ESP 9 | ESP 3 | 413 | 1   |